# A Nagy Túra
A Nagy Túra (eredeti cím: The Grand Tour) egy 2016-ban indult angol autós televíziós sorozat az Amazon Video-tól. Alkotói a Top Gear korábbi műsorvezetői, Jeremy Clarkson (magyar hangja: Tarján Péter), Richard Hammond (magyar hangja: Moser Károly) és James May (magyar hangja: Epres Attila) szerepelnek, valamint a korábbi producere, Andy Wilman is visszatért. A megállapodásuk az Amazon Video-val 36 epizódra szól, és három évadra. Az epizódok hetente jelennek meg, és mindazok számára elérhető, akik rendelkeznek Amazon Prime Video előfizetéssel.
2016 decemberében a sorozat elérhetővé vált 195 országban. Az első évadban a stúdióban felvett részeket egy ún. "utazó sátorban" vették fel, 2016 decembere és 2017 júliusa között több különböző országban, míg a második évadot már egy állandó sátorban, amelyet Cotswoldsben állítottak fel. Az első évadot 2016 közepe és vége között forgatták, a premierre pedig 2016. november 18-án került sor. A második évad filmezése is szintén ez idő tájt zajlott 2017-ben, ám különböző betegségek, valamint Richard Hammond forgatás közben bekövetkezett balesete hátráltatták a forgatást, és éppen ezért a második évad premierje 2017. december 8-án volt.
A sorozat a kritikusoktól pozitív fogadtatást kapott.

## Formátum
Egy epizód tartalmaz különböző hosszúságú, előre felvett filmeket, valamint élő műsort a sátorban, amelyet egy kb. 300 fős közönség tekinthet meg. A műsort Jeremy Clarkson, Richard Hammond és James May vezeti. Az első évadban még különböző helyszínekre látogatott el a sorozat, a másodikban viszont már állandó helyszín van. A három műsorvezető egy asztal körül ül, a közönség pedig előttük. 
Filmek
Egy epizódban általában egy nagyobb film van két részre szedve, vagy két különböző kisebb film, amelyekben legalább az egyik műsorvezető szerepel. A filmekben, hasonlóan a Top Gear-es formátumhoz, autós teszteket láthatunk, illetve mindenféle kihívásokat, amelyeket a producer, Andy Wilman állít a műsorvezetők elé.

## Helyszín
A forgatás több helyszínen zajlik, szerte a világban. (Johannesburg - Dél-afrikai Köztársaság; Dél-Kalifornia és Nashville - Egyesült Államok; Loch Ness - Skócia; Lappföld; Stuttgart - Németország és Dubaj.) 
A sorozat elzárt tesztpályája a Brit Királyi Légierő egykori wroughtoni repülőterén van. A pályát Clarkson „Eboladróm”-nak nevezte az ebolavírus alakja után. Az egyes szakaszok külön nevet is kaptak. ("Isn't Straight", "Old Lady's House" és "Your Name Here".) 
A pályán az autókat a NASCAR pilóta Mike Skinner, „az amerikai” vezeti. 

## Fordítás
- Ez a szócikk részben vagy egészben  a   The Grand Tour című angol Wikipédia-szócikk fordításán alapul.  Az eredeti cikk szerkesztőit annak laptörténete sorolja fel. Ez a jelzés csupán a megfogalmazás eredetét és a szerzői jogokat jelzi, nem szolgál a cikkben szereplő információk forrásmegjelöléseként.